# Koningsdag 2025
Koningsdag 2025 was op 26 april 2025 een nationale feestdag in het Koninkrijk der Nederlanden ter ere van de 58ste verjaardag van koning Willem-Alexander. Omdat de verjaardag van de Koning in 2025 op een zondag viel, werd Koningsdag op de zaterdag daarvoor gevierd. De koninklijke familie legde haar jaarlijkse bezoek aan een Nederlandse plaats bij deze editie af in het Gelderse Doetinchem. Het was de eerste keer sinds het aantreden van koning Willem-Alexander in 2013 dat een Gelderse plaats werd bezocht met Koningsdag, maar niet de eerste keer dat een Gelderse plaats meedeed.

## Bezoeken koninklijke familie

### Koningsdagconcert
Het Koningsdagconcert vond dit jaar plaats op 7 april 2025 in het Amphion.

### Doetinchem
Het bezoek van de koninklijke familie begon iets meer dan een uur later dan oorspronkelijk gepland was in verband met de begrafenis van paus Franciscus op dezelfde dag. De televisieregistratie van de NOS begon met een vooraf opgenomen filmpje van Willem-Alexander; hij stond hierin stil bij het overlijden van de paus.
Koning Willem-Alexander, koningin Maxima en de prinsessen Amalia en Alexia werden in Doetinchem welkom geheten door burgemeester Mark Boumans en Commissaris van de Koning Daniël Wigboldus. Prinses Ariane kon vanwege haar examens in Italië niet aanwezig zijn. Van de koninklijke familie waren prinsen Constantijn, Maurits, Bernhard, Pieter-Christiaan en Floris aanwezig, samen met hun echtgenotes.

### Bekende personen in het programma
- Normaal
- Angelique Krüger
- Guus Hiddink
- Suzan & Freek
- Snelle
- Aniek van Koot
- Vivian Sevenich
- Spelers van De Graafschap (vrouwen en mannen)